# Aztlán

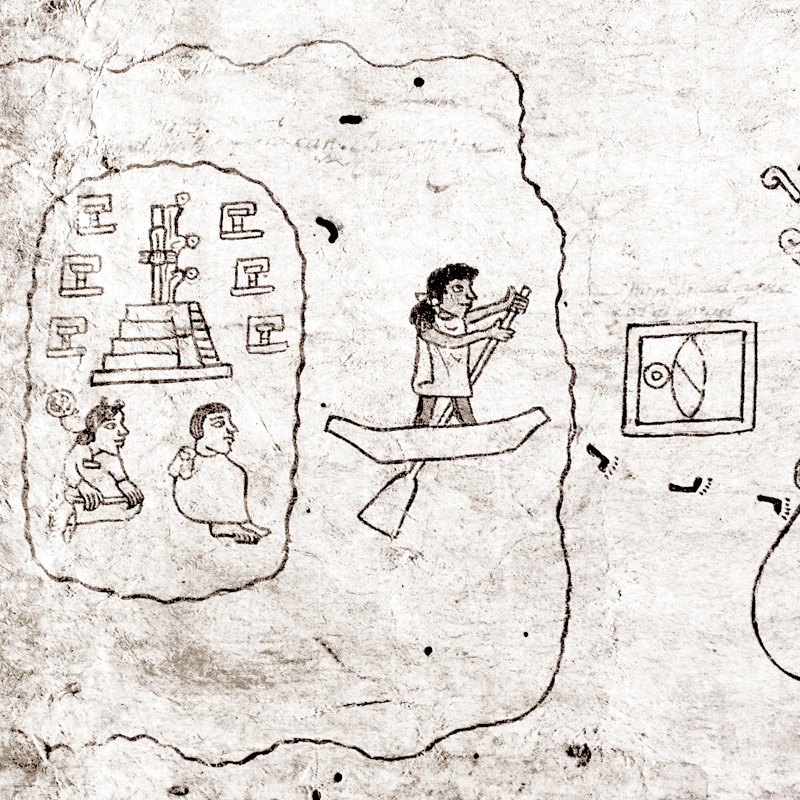
Desen cu plecarea din Aztlán, Codex Boturini, sec. XVI

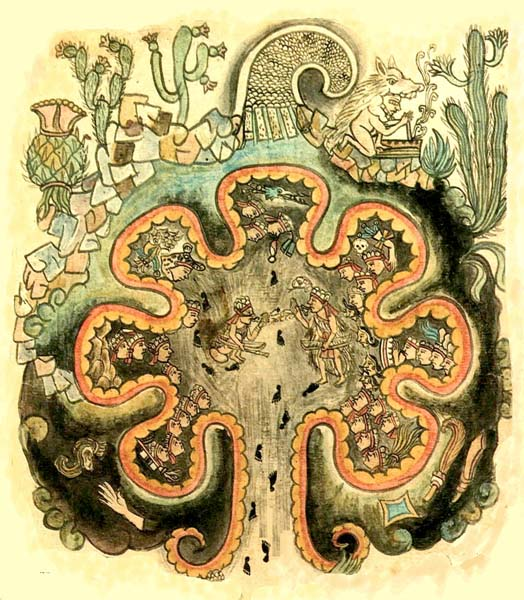
Chicomoztoc, locul celor șapte peșteri. Originea mitică a triburilor nahuatlaca

Aztlán este legendara casă ancestrală a popoarelor Nahua, unul dintre principalele grupuri culturale în Mezoamerica. Aztec  în limba Nahuatl înseamnă oamenii din Aztlan.
Legendele Nahuatl fac referire la șapte triburi care locuiau în Chicomoztoc, sau locul șapte pesteri. Fiecare peșteră a reprezentat un alt grup de Nahua: Xochimilca, Tlahuica, Acolhua, Tlaxcalan, Tepaneca, Chalca și Mexica. Datorită originii comune lingvistice aceste grupuri sunt denumite și Nahuatlaca (oameni Nahua). Aceste triburi au ieșit din pesteri si s-au așezat lângă  Aztlán sau Aztatlan.